# Starowola (Białoruś)
Starowola (biał. Стараволя; ros. Староволя) – agromiasteczko na Białorusi, w obwodzie brzeskim, w rejonie prużańskim, w sielsowiecie Wielkie Sioło.
Od skrzyżowania z drogą republikańską  zaczyna tu bieg droga republikańska P78.
Urodził tu się ks. Szymon Starowolski oraz bp Kazimierz Wielikosielec OP. Cykl obrazów przedstawiających Starowolę (głównie dwór) stworzył Stanisław Żukowski. W dwudziestoleciu międzywojennym leżała w Polsce, w województwie poleskim, w powiecie prużańskim.

## Bibliografia

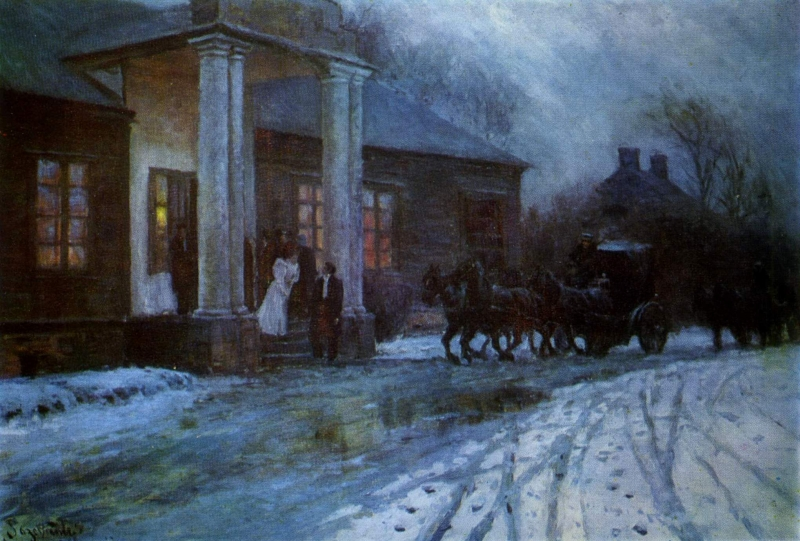
Stanisław Żukowski, Dwór w Starowoli, 1902